# Sheraton Huzhou Hot Spring Resort

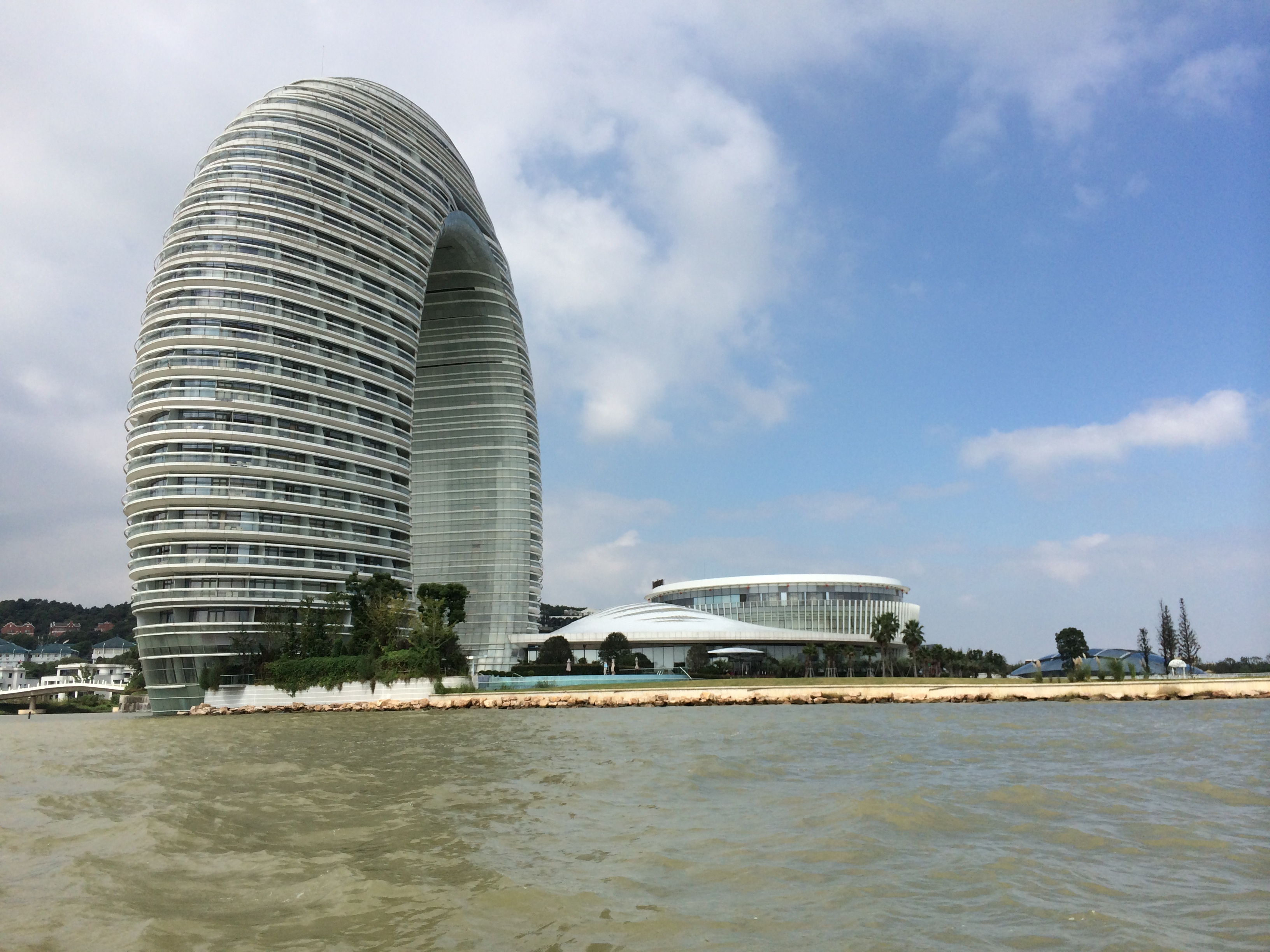

Het Sheraton Huzhou Hot Spring Resort (Chinees: 喜來登溫泉度假酒店, Pinyin: Xǐláidēng Wēnquán Dùjiǎ Jiǔdiàn) is een hotel en wolkenkrabber in de Chinese stad Huzhou gelegen aan de oevers van het Taihumeer. Het hotel is onderdeel van de keten van Sheraton Hotels & Resorts, tegenwoordig eigendom van Marriott International.
Het hoefijzervormig (of torusvormig) hotel, ontworpen door de Chinese architect Ma Yansong van MAD Architects, opende in 2013 en heeft naast 1 presidentiële suite, 40 suites en 321 kamers. Bij het hotel horen 37 aangrenzende villa's, een fitness- en welnesscentrum, restaurants en allerhande faciliteiten. Het bouwwerk is 102 m hoog en telt 27 verdiepingen. Het won de bronzen Emporis Skyscraper Award 2013 (derde prijs) als beste nieuwe wolkenkrabber in de categorie design en functionaliteit.